# Charles Wautier

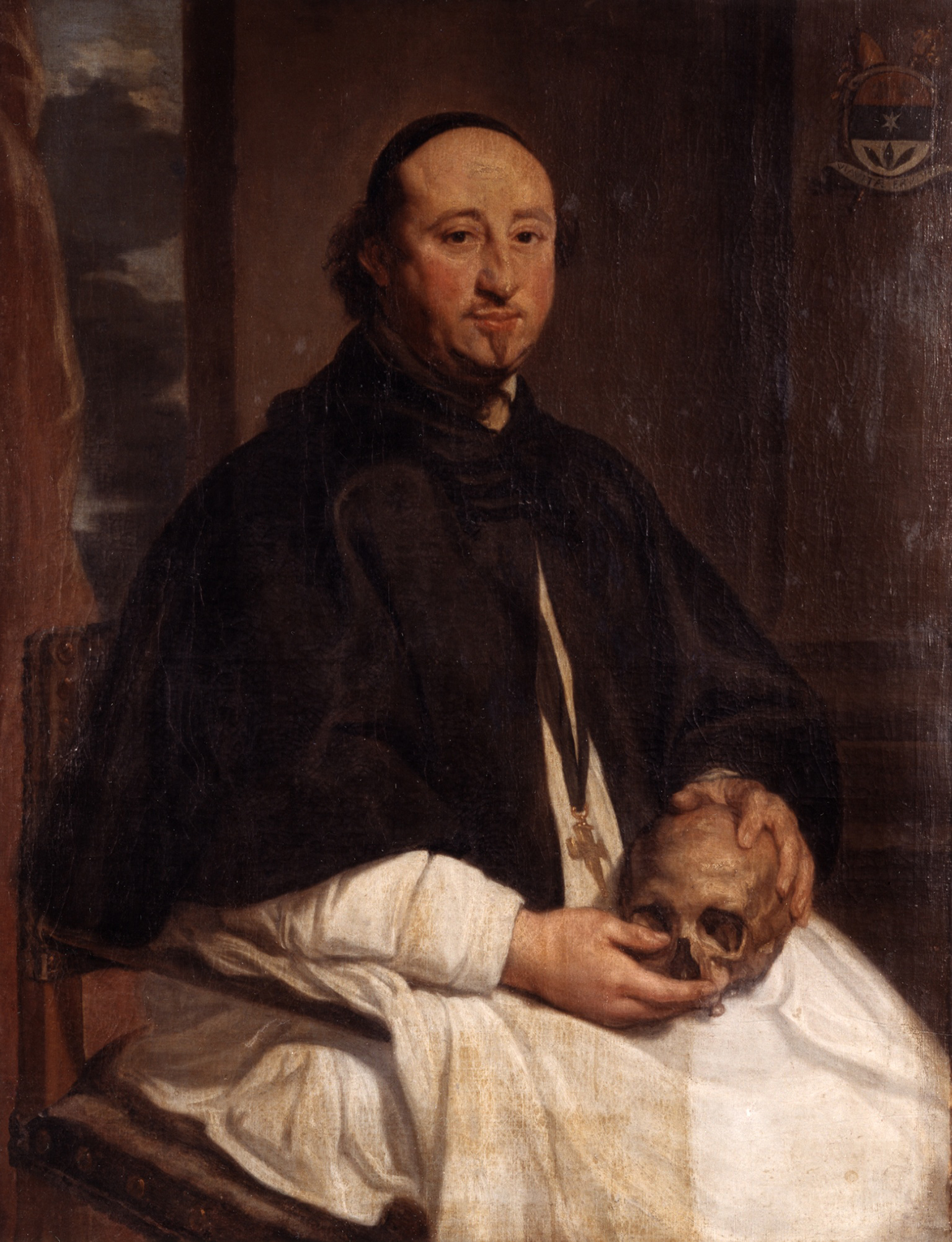
Jacques Neutre, abad del Val-des-Ecoliers en Mons, 1668. Óleo sobre lienzo, 113 x 87 cm, Mons, Musée des Beaux-Arts.

Charles Wautier (Mons, 1609-Bruselas, 1703) fue un pintor barroco flamenco, activo en Bruselas donde se instaló a partir de 1643 junto con su hermana Michaelina Wautier, también pintora, con quien pudo compartir taller y trabajo en un estilo muy semejante, que hace difícil distinguir a cuál de ellos corresponde la pinturas cuando no están firmadas.

## Biografía y obra
Tercer hijo de Charles Wautier, señor de Ham-sur-Heur y paje del marqués de Fuentes, y de su segunda esposa, Anne Georges de Valenciennes, descendería, según Jahel Sanzsalazar, de un antigua y noble familia «originaria de la ciudad de Mons, capital del condado y país de Hainaut», que «ha servido desde tiempos inmemorables en los primeros cargos y los primeros empleos». Erróneamente se le ha tenido por discípulo de Rubens, siendo más probable que realizase su aprendizaje de la pintura fuera de los Países Bajos. Registrado como miembro del gremio de pintores de Bruselas en 1651, de 1653 a 1686 aparece citado en los registros del gremio teniendo a su cargo numerosos alumnos. En realidad, y aunque no se conocen obras fechadas anteriores a 1651, consta que venía ejerciendo la pintura desde tiempo antes sin registrarse, por lo que en alguna ocasión se le amonestó y en 1643 se le prohibió ejercer el oficio en Bruselas.
Pintor de motivos religiosos y retratos, entre sus obras, no todas conservadas, se mencionan una Visitación, antes en la iglesia de San Agustín de Amberes, El papa Alejandro III y san Bernardo de Claraval en el ayuntamiento de Lovaina y San Pedro recibiendo las llaves de manos de Cristo, pintado en 1685 para el altar de la iglesia de San Pedro de la misma ciudad. La iglesia de San Servacio de Gimnée guarda un lienzo del Milagro de san Eloy, fechado en 1659. Una Presentación en el Templo de los Museos Reales de Bellas Artes de Bélgica (Bruselas) fechada en 1661, presumiblemente perdida, se conoce por una antigua fotografía en blanco y negro. También firmado y fechado (1652) el museo de Bellas Artes de Cambrai guarda un Evangelista. Se le atribuyen, además, dos lienzos de la Vocación de san Mateo muy semejantes en el musée des Augustins de Toulouse y Osterley Park.

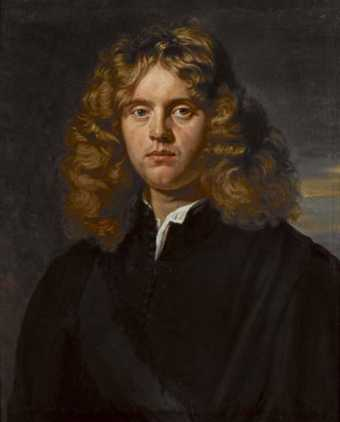
Retrato masculino, óleo sobre lienzo, 72 x 59 cm, firmado «c wavtier / 1656». Musées royaux des Beaux-Arts de Belgique.

En cuanto a retratos se conocen los del abad Jacques Neutre, de tres cuartos, fechado en 1663 (Mons, museo de Bellas Artes), el de Ferdinand Gaston Lamoral de Crox (Rœulx, castillo), un retrato masculino de bulto largo en los museos reales de Bruselas, y se le atribuye el de un heraldo de Carlos II en el Koninklijk Museum voor Schone Kunsten Antwerpen. Muchos otros se conocen por grabados abiertos a partir de pinturas o dibujos proporcionados por él, entre ellos el del embajador español en Suecia y París, Antonio Pimentel de Prado, grabado por Pieter de Jode II (1659), los de Fernando Carlos, marqués de Gonzaga y de Mantua y Francisco de Velasco Cárdenas, conde de Colmenar de Oreja, grabados por Cornelis Meyssens, o el de Carlos Alberto de Longeval recogido en el Theatrum pontificum imperatorum regum ducum principum etc. pace et bello illustrium. El retrato de Jacobo II de Inglaterra como duque de York, en el tiempo que pasó en Flandes sirviendo a las tropas españolas en los Países Bajos, grabado por Pieter de Jode, ha servido para atribuir a Wautier el retrato de Jacobo II ahora en la Royal Collection (Palacio de Holyroodhouse), donde ingresó por compra de Isabel II de Inglaterra en 1960.